# 1951 en football
Cet article présente les faits marquants de l'année 1951 en football.

## Février
- 6 février : au Parc des Princes à Paris, l'équipe de France s'impose 2-1 face à l'équipe de Yougoslavie.

## Mars
- 4 mars, championnat de France : très large victoire de l'Olympique de Marseille sur l'AS Saint-Étienne (7-0). Charles Wagner inscrit 3 buts[1].

## Avril
- 28 avril : Newcastle UFC remporte la Coupe d'Angleterre face à Blackpool FC, 2-0.

## Mai
- 6 mai : le RC Strasbourg remporte la Coupe de France face à l'US Valenciennes-Anzin, 3-0.
- 12 mai : à Belfast, l'équipe d'Irlande du Nord et l'équipe de France font match nul 2-2.
- 16 mai : à Glasgow, l'équipe d'Irlande du Nord s'impose 1-0 face à l'équipe de France.

## Champions nationaux
- Allemagne : 1.FC Kaiserslautern
- Angleterre : Tottenham Hotspur
- Département d'Alger : Gallia SA
- Département de Constantine : USFM Sétif
- Département d'Oran : Ghali CM
- Écosse : Hibernian FC
- Égypte : Al-Ahly SC
- Espagne : Atlético de Madrid
- France : OGC Nice
- Italie : Milan AC
- Maroc : Wydad AC
- Pays-Bas : PSV Eindhoven
- Tunisie : CS Hammam Lif

## Juin
- 4 juin : à Gênes, l'équipe d'Italie s'impose 4-1 face à l'équipe de France.

## Août
- 26 août : le Wydad AC remporte la Coupe d'Ouverture de la Saison en match finale face au Racing AC sur le score de 1-0 au Stade Philip à Casablanca.

- 27 août : au stade du R.A.C. à Casablanca, le Wydad AC remporte la Coupe d'Élite du Maroc après ses victoires devant l'ASPTT Casablanca et le Racing AC.

## Septembre
- 2 septembre : le Wydad AC remporte la Supercoupe du Maroc devant l'US Marocaine sur le score de 2-0 au Stade Philip à Casablanca.

## Octobre
- 3 octobre : à Londres, l'équipe d'Angleterre et l'équipe de France font match nul 2-2.
- 14 octobre : à Genève, l'équipe de Suisse s'incline 1-2 face à l'équipe de France.

## Novembre
- 1er novembre : au Stade olympique Yves-du-Manoir de Colombes, l'équipe de France et l'équipe d'Autriche font match nul 2-2.

## Naissances
Plus d'informations : Liste d'acteurs du football nés en 1951.
- 14 février : Kevin Keegan, footballeur anglais.
- 20 février : Phil Neal, footballeur anglais.
- 4 mars : Kenny Dalglish, footballeur écossais.
- 17 avril : Horst Hrubesch, footballeur allemand.
- 2 juin : Arnold Mühren, footballeur néerlandais.
- 25 juin : Emmanuel Sanon, footballeur haïtien.
- 8 août : Louis van Gaal, footballeur néerlandais.
- 13 août : Claude Arribas, footballeur français.
- 5 septembre : Paul Breitner, footballeur allemand.
- 15 septembre : Johan Neeskens, footballeur néerlandais.
- 16 septembre : René van de Kerkhof, footballeur néerlandais.
- 16 septembre : Willy van de Kerkhof, footballeur néerlandais.
- 20 octobre : Claudio Ranieri, footballeur italien.
- 25 novembre : Johnny Rep, footballeur néerlandais.
- 15 novembre : Victor Zvunka, footballeur puis entraîneur français.
- 18 novembre : Jacques Zimako, footballeur français.
- 9 décembre : Dominique Dropsy, footballeur français († 7 octobre 2015).
- 29 décembre : Christian Sarramagna, footballeur français.

## Décès
- 2 août : décès à 62 ans de Theo Verbeeck, joueur belge.

## Liens
- RSSSF : Tous les résultats du monde